# Joseph LoDuca
Joseph LoDuca (Detroit, 1958) è un compositore statunitense.

## Biografia
Nato a Detroit nel 1958, il piccolo Joseph a soli 8 anni impara dal padre che era un musicista e direttore d'orchestra a suonare il violino, il pianoforte e molti altri strumenti fino a quando nel 1974 si diploma.
Joseph conosce Sam Raimi nel 1974 dato che anche lui frequentava la stessa scuola. Sam presenta a Joseph i suoi amici: Bruce Campbell e Scott Spiegel e gli spiega che dato che sta studiando per diventare un regista, vorrebbe che Joseph componesse musiche per i suoi film. Joseph accetta e subito qualche anno più tardi nel 1977 Raimi dirige il suo primo cortometraggio It's Murder! con una Super 8.
Dato che Sam Raimi stava lavorando dal 1976 ad un progetto per un film horror con zombi, decise di realizzare un cortometraggio (Within the Woods) con protagonista Bruce Campbell per ottenere approvazione dalla critica e poter così dirigere in futuro La Casa. Il cortometraggio nonostante la brutta e scadente grafica ottenne un grande successo per gli effetti speciali, ma soprattutto per le musiche inquietanti composte da LoDuca. Finalmente Raimi con una troupe di tecnici si prepara a dirigere il suo film horror più famoso: La Casa sempre con Joseph LoDuca alla colonna sonora.

## Filmografia da compositore

### Cinema
- La casa (1981)
- La casa 2 (1987)
- Moontrap - Destinazione Terra (1989)
- L'armata delle tenebre (1992)
- Necronomicon (1993)
- Il patto dei lupi (2001)
- Saint Ange (2004)
- Boogeyman - L'uomo nero (2005)
- Man with the Screaming Brain – film di Bruce Campbell (2005)
- Devour - Il gioco di Satana (2005)
- The Messengers (2007)
- My Name Is Bruce (2007)
- Boogeyman 2 - Il ritorno dell'uomo nero (2008)
- Boogeyman 3 (2009)
- Messengers 2 - L'inizio della fine (2009)
- Patagonia (2010)
- The Wicked (2013)
- La maledizione di Chucky (2013)
- Burying the Ex (2014)
- 10,000 Days – film di Eric Small (2014)
- Pay the Ghost - Il male cammina tra noi (2015)
- Il culto di Chucky (2017)
- Bad Samaritan (2018)

### Televisione
- The Voodoo Man of Heidelberg Street (1990)
- Close to Home: The Tammy Boccomino Story (1992)
- Annunci personali – film TV (1993)
- Morte sul Rio Grande (1993)
- Hercules e le donne amazzoni (1994)
- Hercules e il regno perduto (1994)
- Hercules e il cerchio di fuoco (1994)
- Hercules nell'inferno degli dei (1994)
- Hercules nel labirinto del Minotauro (1994)
- Un bambino chiede aiuto (1994)
- Una figlia contro (Fighting for My Daughter) – film TV (1995)
- American Gothic (1995)
- Hercules (1995-1999)
- Xena - Principessa guerriera (1995-2001)
- Young Hercules (1998-1999)
- Jack of All Trades (2000)
- Cleopatra 2525 (2000-2001)
- He-Man and the Masters of the Universe (2002-2004)
- Peacemakers - Un detective nel West (2003)
- The Librarian - Alla ricerca della lancia perduta (2004)
- Alien Apocalypse (2005)
- Invasion - Il giorno delle locuste (2005)
- Il triangolo delle Bermude (2005)
- The Librarian 2 - Ritorno alle miniere di Re Salomone (2006)
- Leverage - Consulenze illegali (2008-2012)
- The Librarian 3 - La maledizione del calice di Giuda (2008)
- La spada della verità (2008-2010)
- Spartacus (2010-2013)
- 10,000 Days – serie televisiva (undici episodi, 2010)
- Spartacus - Gli dei dell'arena (2011)
- Spine Chillers – serie televisiva (due episodi, 2013)
- The Librarians (2014-2018)
- Ash vs Evil Dead (2015-2018)
- Disjointed (2017-2018)
- Mr. Iglesias (2019-2020)